# Liv Sands
Liv Sands (* 17. September 2003) ist eine kanadische Leichtathletin, die sich auf das Kugelstoßen spezialisiert hat.

## Sportliche Laufbahn
Erste Erfahrungen bei internationalen Wettkämpfen sammelte Liv Sands im Jahr 2025, als sie bei den World University Games in Bochum mit einer Weite von 15,96 m den achten Platz im Kugelstoßen belegte.
In den Jahren 2024 und 2025 wurde Sands kanadische Hallenmeisterin im Kugelstoßen sowie 2025 auch im Gewichtweitwurf.